# Amicroterys jugoslavicus
Amicroterys jugoslavicus är en stekelart som först beskrevs av Hoffer 1976.  Amicroterys jugoslavicus ingår i släktet Amicroterys och familjen sköldlussteklar. Inga underarter finns listade i Catalogue of Life.